# Canto beneventano

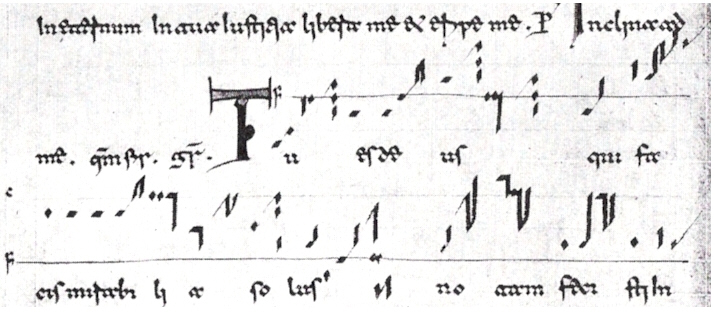
Gradual "Tu es deus" en notación beneventana

El canto beneventano es un repertorio litúrgico de canto llano de la Iglesia católica, utilizado principalmente en la órbita de los centros eclesiásticos de Benevento y Montecassino del sur de Italia. Es distinto del canto gregoriano y está relacionado con el canto ambrosiano. Fue oficialmente sustituido por el canto gregoriano del rito romano en el siglo XI, aunque algunos cantos beneventanos de interés local se mantuvieron en uso.

## Historia

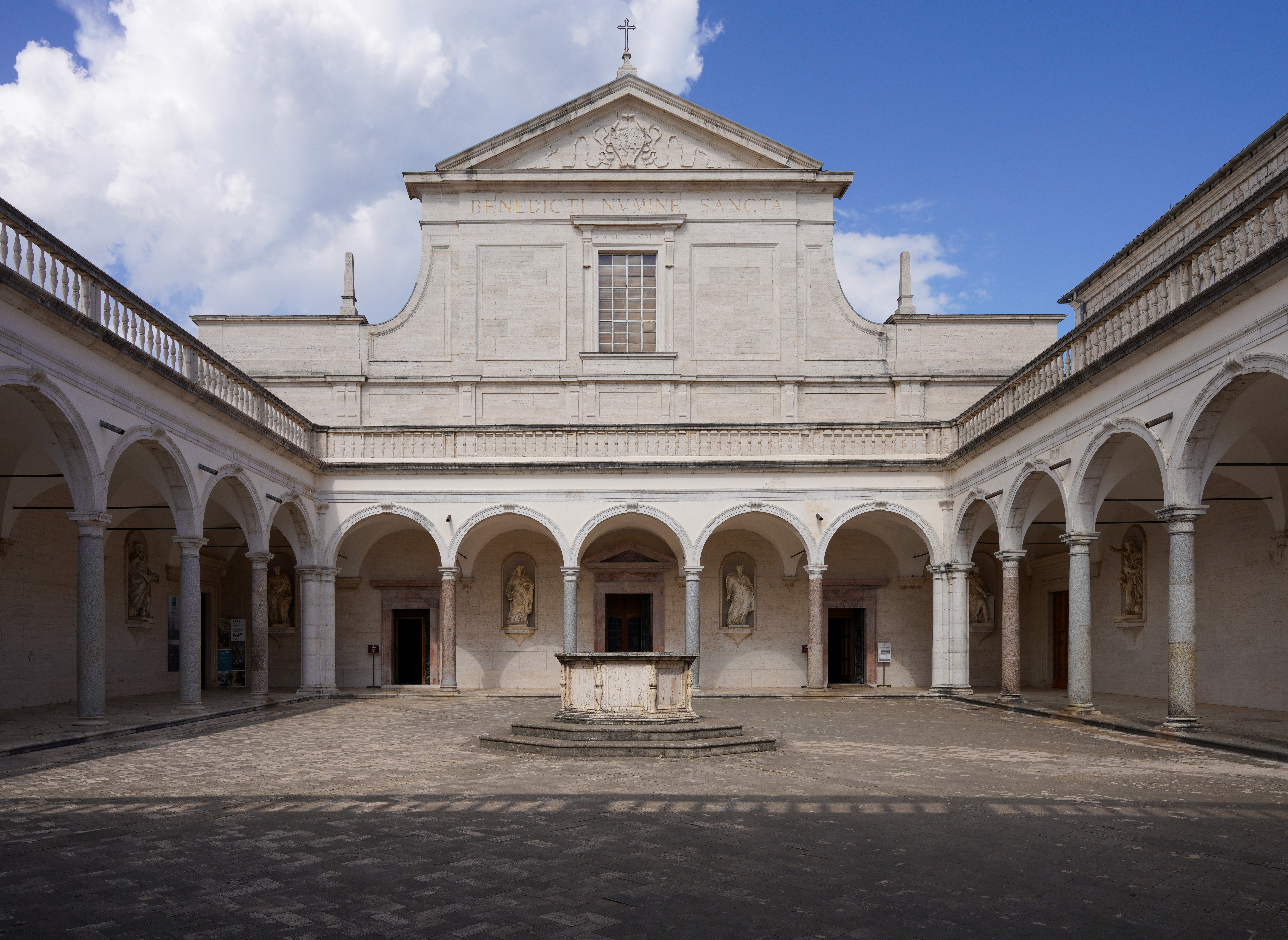
Fachada de la Abadía de Montecassino.

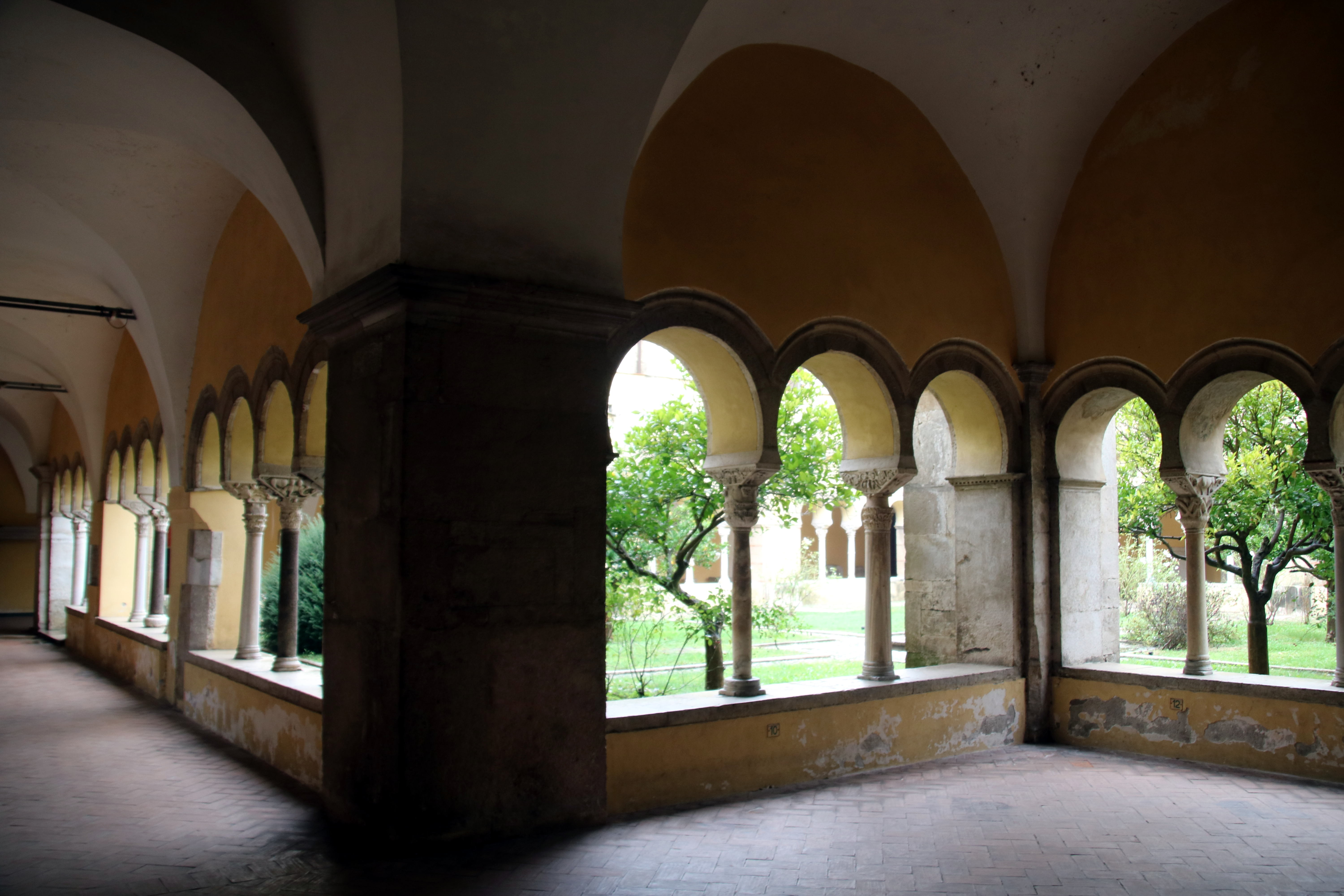
Claustro de la Iglesia de Santa Sofía en Benevento.

Durante la ocupación lombarda de los siglos VII y VIII, surgió un rito litúrgico y una tradición de canto llano distintivos en Benevento. En él se incluían las fiestas locales de especial importancia, como los Doce Hermanos Santos de Benevento. En aquel momento fue llamado cantus ambrosianus  ("canto ambrosiano"), aunque es una tradición de canto llano separada del canto de Milán, que denominamos canto ambrosiano. El uso común del nombre cantus ambrosianus, la influencia común de los lombardos tanto en Benevento como en Milán, y las similitudes musicales entre las dos liturgias y tradiciones de canto sugieren una influencia lombarda en los orígenes del canto de Benevento.
El canto gregoriano ya había empezado a tomar fuerza en la órbita de Benevento en el siglo VIII. Las dos tradiciones parecen haber coexistido durante cerca de un siglo antes de que el canto gregoriano comenzara a sustituir el nativo de Benevento. Muchos cantos beneventanos existen solo como interpolaciones y adiciones en libros de canto gregoriano, a veces junto a los cantos correspondientes del repertorio gregoriano. Las influencias eclesiásticas externas, por ejemplo dos abades alemanes en Montecassino en el siglo XI, llevaron a una creciente insistencia en el rito romano y el canto gregoriano en lugar de las tradiciones locales beneventanas. Uno de estos abades más tarde se convirtió en el Papa Esteban IX, que en 1058 prohibió oficialmente el rito y el canto de benevento. Unos pocos cantos beneventanos siguieron siendo registrados e interpretados durante un tiempo, sobre todo para las fiestas locales de importancia, como los Doce Hermanos Santos, que no tienen su equivalente en el gregoriano. Sin embargo, el repertorio de Benevento en su conjunto cayó en desuso. Esto fue conmemorado en una leyenda sobre un concurso de canto entre un cantor gregoriano y uno beneventano, que finalizó en victoria para el repertorio gregoriano, cuando el cantor de Benevento se desmayó por el agotamiento.

## Características generales
El canto beneventano es en gran parte definido por su función en la liturgia del rito beneventano, que está más estrechamente relacionado con la liturgia del rito ambrosiano que con la del rito romano. El rito de Benevento no se ha conservado en su forma completa, aunque la mayoría de las principales fiestas y varias celebraciones de importancia local se conservan. Esta liturgia parece haber sido menos completa, menos sistemática y más flexible que la del rito romano. A muchos cantos beneventanos les fueron asignadas múltiples funciones al ser insertados en los libros de canto gregoriano, apareciendo indistintamente como antífonas, ofertorios y comuniones.
Como todo canto llano, el canto beneventano es monódico y a capella. Es ante todo para ser cantado por hombres de acuerdo con la tradición católica. Las melodías son melismáticas y ornamentadas como en los otros repertorios de canto italiano, el canto romano antiguo y el ambrosiano. El movimiento melódico es predominantemente por grados conjuntos, con un ámbito limitado, que dan a los cantos un aspecto ondulado. A diferencia de los ambrosianos, en los cantos beneventanos no se especifica si está destinado a ser cantado por el coro o por un cantante en particular. Los cantos casi en su totalidad finalizan en uno de los dos tonos, Sol o La y por lo tanto no encajan en el sistema gregoriano de ocho modos. 
Lo que más distingue el canto beneventano es el uso frecuente y continuo de diversos motivos melódicos cortos. Aunque esta técnica se utiliza en otras tradiciones de canto, como la centonización de las fórmulas melódicas en los graduales gregorianos, es empleado con mucha más frecuencia en el canto beneventano que en las otras tradiciones de canto llano occidental.

## Formas musicales

### Los cantos de la Misa
Con raras excepciones, solo se conservan los cantos del propio de la misa, que son los cantos que varían dependiendo de la fiesta. Al igual que en el rito ambrosiano, un triple Kyrie se cantaba en una melodía sencilla a continuación del Gloria, pero este no era equivalente al Kyrie más complejo del repertorio gregoriano. En el rito de Benevento, el propio de la misa incluía Ingressa, Alleluia, Ofertorio, Comunión, y en seis misas existentes, un gradual. Las Ingressae, como en el rito ambrosiano, son elaborados cantos cantados sin versículos de salmos. Son análogas al Introito gregoriano. Los Aleluyas aparecen en todas las misas, excepto las de Semana Santa. La mayoría comparten una sola melodía. Ofertorios y Comuniones son melódicamente más simples. Algunas misas tienen dos cantos de Comunión. Algunos cantos Comunión aparecen en otros servicios como el canto del ofertorio, o bien, como una antífona simple. 

### Los cantos del Oficio
Muchas antífonas de Benevento tienen salmodia, pero no se puede distinguir ningún estilo beneventano concreto en las fuentes gregorianas en las que sobrevive. A diferencia del rito ambrosiano, no hay ningún servicio especial para la noche, pero se conservan unas cincuenta antífonas, y cinco responsorios. Solo las antífonas para los servicios del domingo han sobrevivido. Las antífonas y los responsorios presentan mucho material melódico compartido. 